# Frente e verso
Frente e verso é o terceiro álbum do cantor português Ricardo Azevedo. Em 2012 foi lançado pela Iplay Music de Portugal e Fábrica de Canções, com a produção de Vítor Silva. Todas as canções foram novamente assinadas pelo artista. Duas canções deste álbum deram origem a singles: "O amor não me quer encontrar" e "Juras de amor".

## Faixas
1. "Aquele verão" (03:13)
2. "Corações de ferro" (2:48)
3. "Juras de amor" (03:41)
4. "Num lugar incerto" (02:37)
5. "O amor não me quer encontrar" (03:17)
6. "No meio da multidão" (02:21)
7. "Bater do teu coração" (02:33)
8. "O dia perfeito" (02:38)
9. "Deixa-me sonhar" (03:13)